# Java (España)
Java (llamada oficialmente San Salvador de Xava) es una parroquia y un lugar español del municipio de El Bollo, en la provincia de Orense, Galicia.

## Toponimia
La parroquia también es conocida por el nombre de San Salvador de Java.

## Organización territorial
La parroquia está formada por tres entidades de población:
- Chao das Donas
- Os Orxais
- Xava

## Demografía

### Parroquia
| Gráfica de evolución demográfica de Java (parroquia) entre 2000 y 2022 |
|                                                                        |
| Datos según el nomenclátor publicado por el INE.                       |

### Lugar
| Gráfica de evolución demográfica de Xava (lugar) entre 2000 y 2022 |
|                                                                    |
| Datos según el nomenclátor publicado por el INE.                   |